# صموئيل دبليو. ريتشاردز
صموئيل دبليو. ريتشاردز (بالإنجليزية: Samuel W. Richards)‏ هو سياسي أمريكي، ولد في 9 أغسطس 1824 في Richmond, Massachusetts ‏ في الولايات المتحدة، وتوفي في 26 نوفمبر 1909 في سولت ليك في الولايات المتحدة.